# Болгарская легия

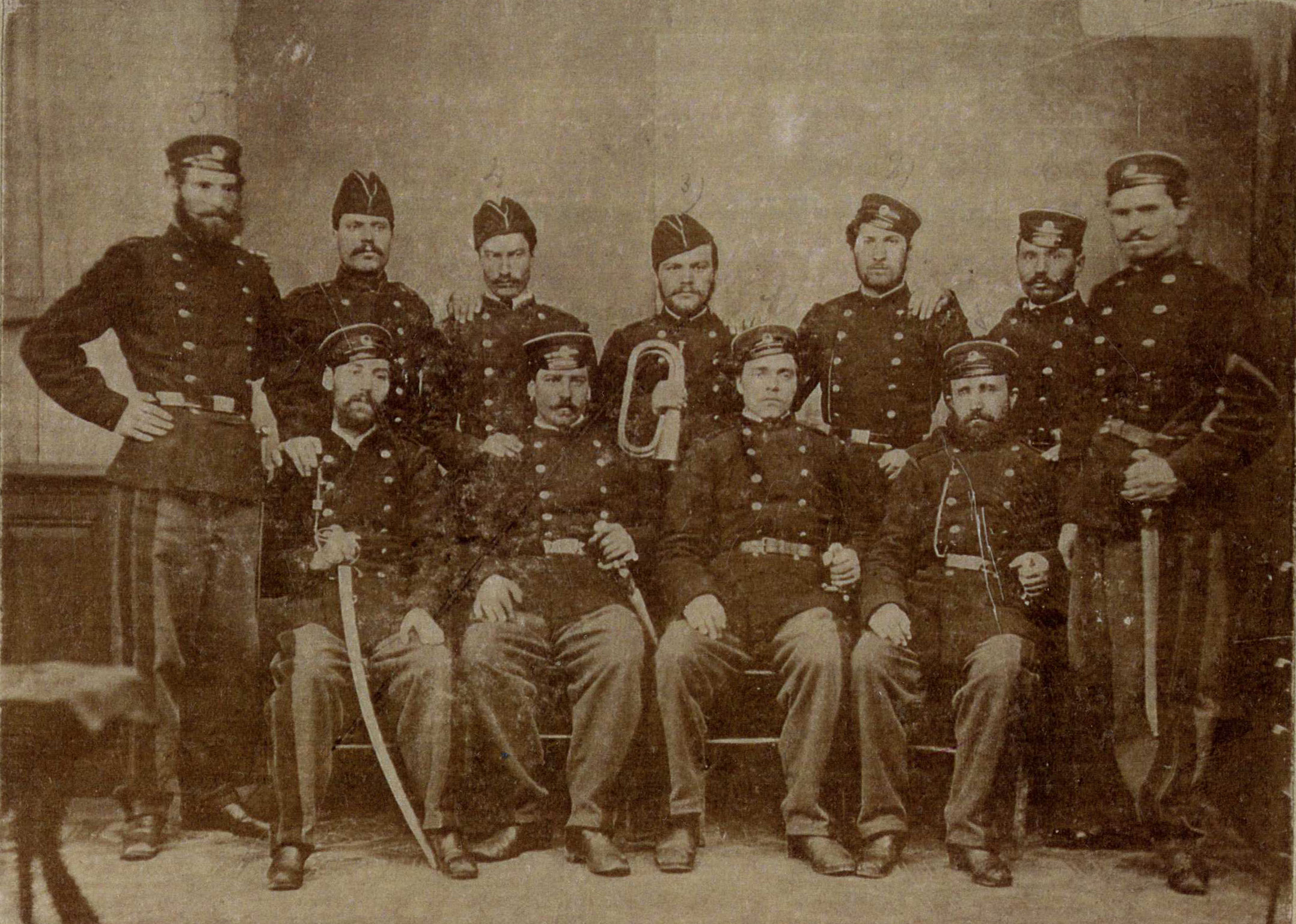
Участники Второй Болгарской легии (1867—1868). В.Левский третий слева в первом ряду.

Болгарская легия (болг. Българска легия) — военные формирования, созданные в 1861—1862 и 1867—1868 в Белграде болгарскими эмигрантами для борьбы с османским оккупационным режимом.

## Первая болгарская легия
Создана весной 1861 Г.Раковским с согласия сербского правительства, которое в это время планировало включиться в конфликт Черногории с Османской империей. Насчитывала свыше 500 человек. По замыслу Раковского, легия должна была стать ядром будущей болгарской повстанческой армии. В состав легии входили Васил Левски, П. Хитов, С. Караджа, Х.Македонский, Илю-паша, Д. Общий и другие руководители гайдутских четников. Первая Болгарская легия участвовала в столкновениях между сербами и турецким гарнизоном Белграда в июне 1862. После урегулирования сербско-турецкого конфликта в сентябре 1862 первая легия была распущена.

## Вторая болгарская легия
Была организована в 1867 в составе 200 курсантов военного училища, открытого в 1867 в Белграде болгарскими эмигрантами. Предполагалось, что выпускники училища составят офицерский корпус будущей болгарской армии. В её состав вошли Панайот Хитов и Филипп Тотю, а также представители болгарской диаспоры в Румынии. После того как в Сербии пришло к власти правительство Йована Ристича, ориентированное на примирение с турками, наличие в стране Второй Болгарской легии стало фактором напряженности в отношениях с Османской империей. Вторая легия была распущена в апреле 1868, несмотря на протесты русских дипломатов.